# Massif forestier de Chizé-Aulnay
Massif forestier de Chizé-Aulnay este o arie protejată (sit de importanță comunitară — SCI) din Franța întinsă pe o suprafață de 17.357 ha, integral pe uscat.

## Localizare
Centrul sitului Massif forestier de Chizé-Aulnay este situat la coordonatele 46°02′30″N 0°11′32″W / 46.04167°N 0.19222°V.

## Înființare
Situl Massif forestier de Chizé-Aulnay a fost declarat arie specială de conservare în baza directivei 92/43 din 1992 referitoare la conservarea habitatelor naturale și a faunei și florei sălbatice pentru a proteja 14 specii de animale.

## Biodiversitate
Situată în ecoregiunea atlantică, aria protejată conține 4 habitate naturale: Păduri de fag Asperulo-Fagetum, Formațiuni de Juniperus communis pe lande sau pajiști calcaroase, Pajiști uscate seminaturale și facies de acoperire cu tufișuri pe substraturi calcaroase (Festuco-Brometalia) (* situri importante pentru orhidee), Fânețe de joasă altitudine (Alopecurus pratensis, Sanguisorba officinalis).
La baza desemnării sitului se află mai multe specii protejate:
- amfibieni (1): triton cu creastă (Triturus cristatus)
- mamifere (5): liliac cârn (Barbastella barbastellus), liliac cu urechi mari (Myotis bechsteinii), liliac cărămiziu (Myotis emarginatus), liliacul mare cu potcoavă (Rhinolophus ferrumequinum), liliacul mic cu potcoavă (Rhinolophus hipposideros)
- nevertebrate (8): croitorul mare al stejarului (Cerambyx cerdo), fluturele de noapte (Eriogaster catax), fluturele auriu (Euphydryas aurinia), Euplagia quadripunctaria, rădașcă (Lucanus cervus), fluturele purpuriu (Lycaena dispar), Oxygastra curtisii, Rosalia alpina

Pe lângă speciile protejate, pe teritoriul sitului au mai fost identificate 14 specii de plante, 9 specii de păsări, 6 specii de amfibieni, 14 specii de mamifere, 2 specii de nevertebrate, 4 specii de reptile.